# キリスト教徒の王たちのアルカサル

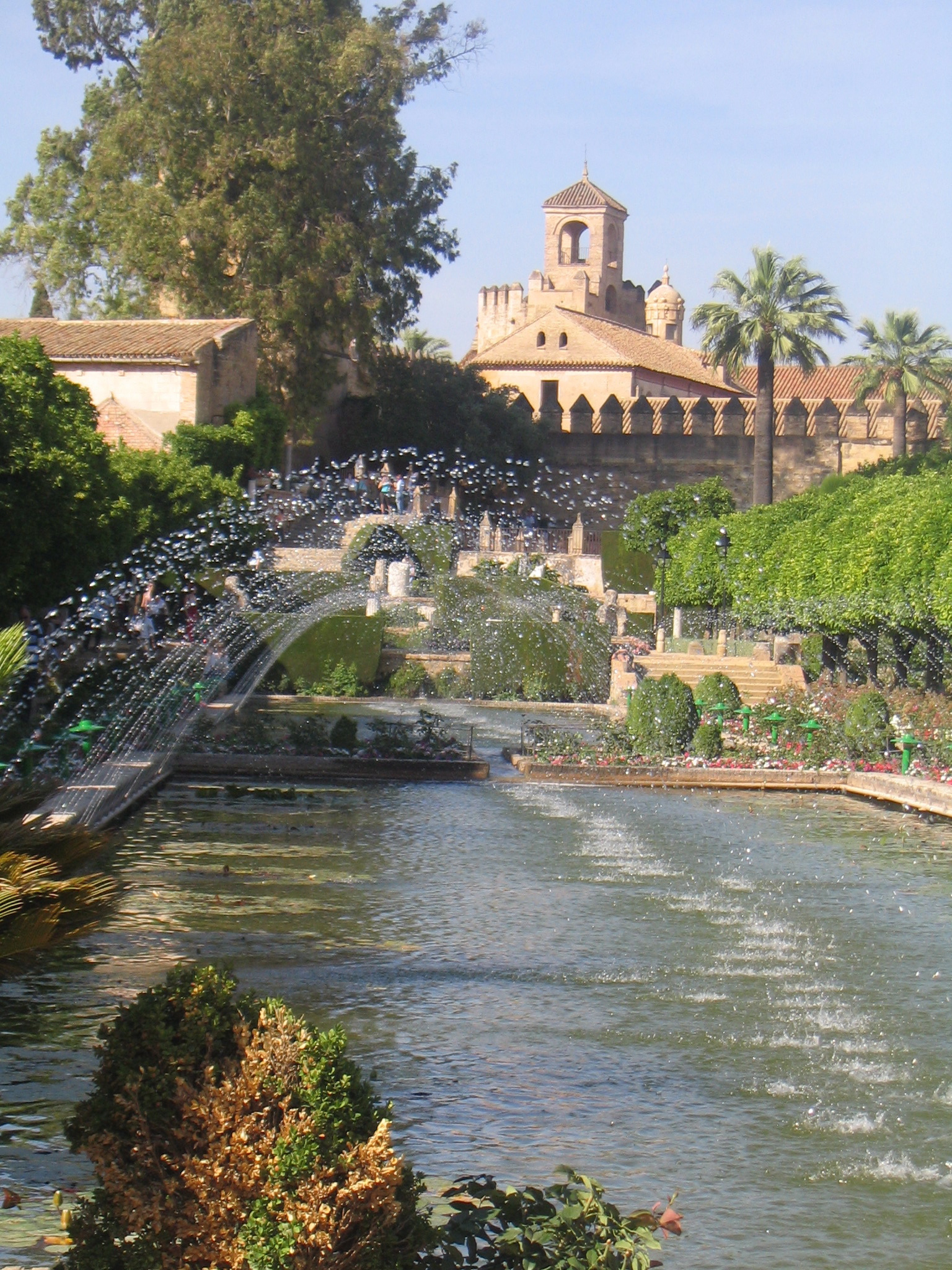
キリスト教徒の王たちのアルカサル

キリスト教徒の王たちのアルカサル（Alcázar de los Reyes Cristianos）、あるいはコルドバのアルカサルは、スペイン・コルドバにある城（アルカサル）。グアダルキビール川の側にあり、メスキータにも近い中世に建設されたアルカサルである。名前の由来は、キリスト教徒の王であるアルフォンソ11世によって建てられ、その後も王族の住居として用いられたことによる。
世界遺産「コルドバ歴史地区」の構成の一つである。

## 歴史
アルカサルはイスラーム建築の影響を強く残しながらも、建設されたのは、キリスト教の支配下に入ってからである。元々この場所には西ゴート王国の要塞が存在していたが、ウマイヤ朝の攻撃により西ゴート王国が滅亡すると、ダマスカスのカリフから派遣されたウマイヤ朝のアミールによって要塞が再建された。アッバース朝の攻撃によりウマイヤ朝が滅亡すると、アッバース朝の迫害からウマイヤ朝の一族であるアブド・アッラフマーン1世はコルドバに逃れた（後ウマイヤ朝）。アブド・アッラフマーン1世の後継者たちは、コルドバでカリフ権を宣言し、西ゴート時代の要塞を自らの王宮として用いた。
ヨーロッパが暗黒時代を迎えるころ、コルドバは、国際的、政治的、文化的中心となり、繁栄を極めた 。ムーア人は、浴場、庭園、当時の西欧世界では最大規模の図書館を王宮に併設、拡張した。グアダルキビール川には水車群が建設され、庭園に水を供給した。アルカサルの水車群はイサベル1世があまりの騒音のために安眠が妨げられたと訴えるまで稼動していた。
1236年、レコンキスタが本格化し、コルドバがキリスト教勢力の手によって陥落した。1386年、アルフォンソ11世が今日に残るアルカサルの建設をかつての要塞跡に開始した  。ムーア人が建設したアルカサルの他の部分は、戦利品として司教、貴族、カラトラバ騎士団に与えられた 。アルフォンソ11世は、ムーア人のアルカサルのほんの一部を保存したに過ぎないが、ムデハル様式を使うようになったとしても、イスラーム時代の構造を残している。
エンリケ4世は、10代の時に異母弟アルフォンソの反乱に巻き込まれ、アルカサルもその反乱に巻き込まれた。反乱の間、アルカサルの防御設備は、弾薬の使用に対処できるように改装された。「異端審問の塔」と呼ばれるアルカサルの主塔が建設されたのも、この時代である 。
エンリケ4世の後を継いだ異母妹イサベル1世とフェルナンド2世夫妻（カトリック両王）は、アルカサルをスペインでの異端審問の場として、また、グラナダに首都を置くナスル朝の攻撃拠点として用いた。ナスル朝はイベリア半島における最後のイスラム王国であった。アルカサルにおける異端審問は、この後3世紀の間継続することとなった。1483年には、ナスル朝の最後の王であるボアブディルがアルカサルに監禁された。彼の監禁は、ナスル朝がスペインに対して従属することを約束するまで続いた。
1489年、ボアブディルが再度スペインに対して反旗を翻すと、スペイン軍はグラナダに兵を進め、1492年にレコンキスタが完了した。この年アルカサルでは、後にアメリカ大陸を「発見」したクリストファー・コロンブスとカトリック両王の謁見が行われている。
アルカサルは、ナポレオン・ボナパルト支配に反発する民衆蜂起で勃発したスペイン独立戦争がイベリア半島を戦火で包んだ時も、要塞として機能した。終戦後の1821年、アルカサルは刑務所となった。1950年代、スペイン政府の決定により、アルカサルは観光拠点、国家のモニュメントとして生まれ変わった 。

## ギャラリー

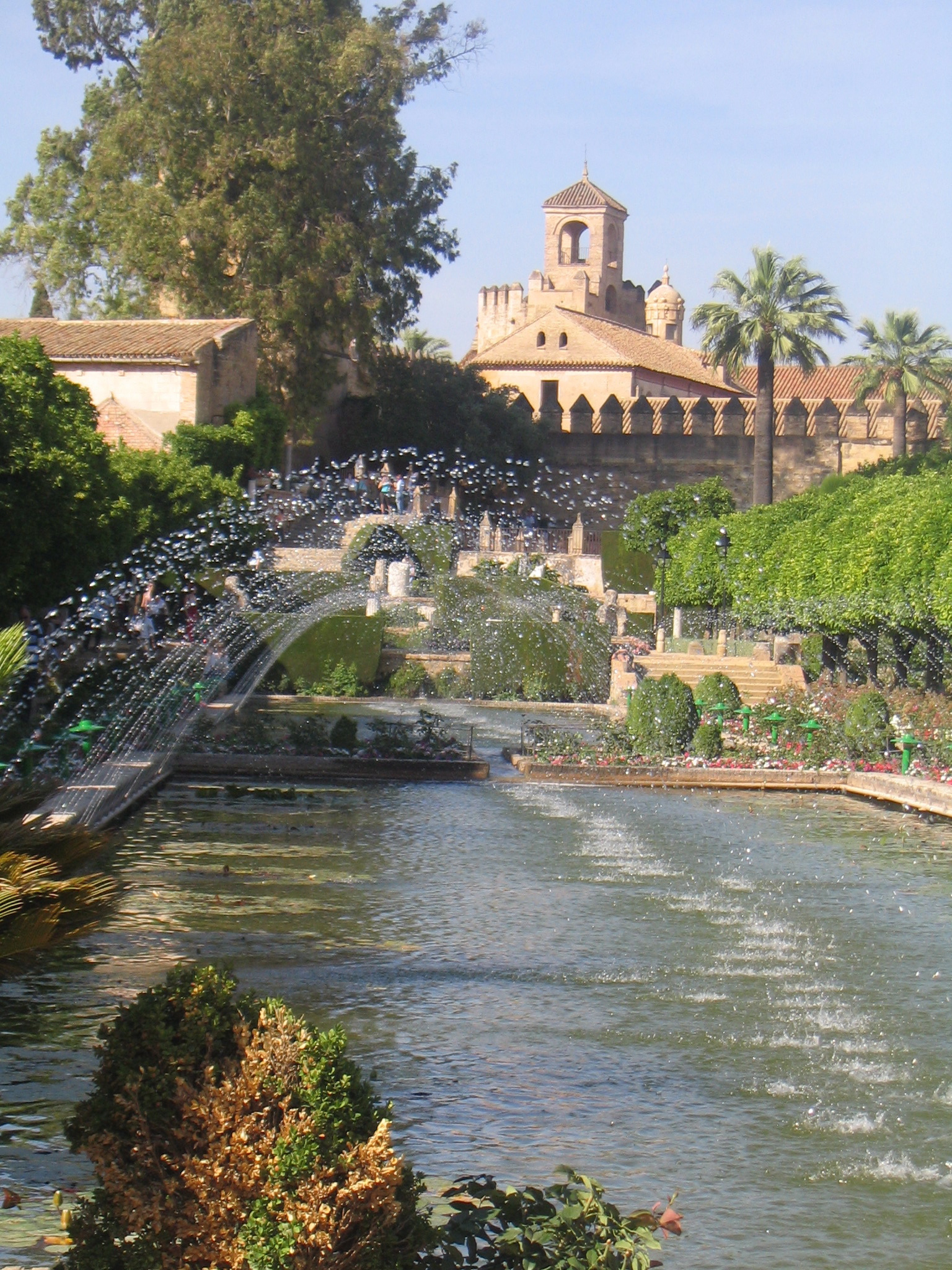
アルカサル
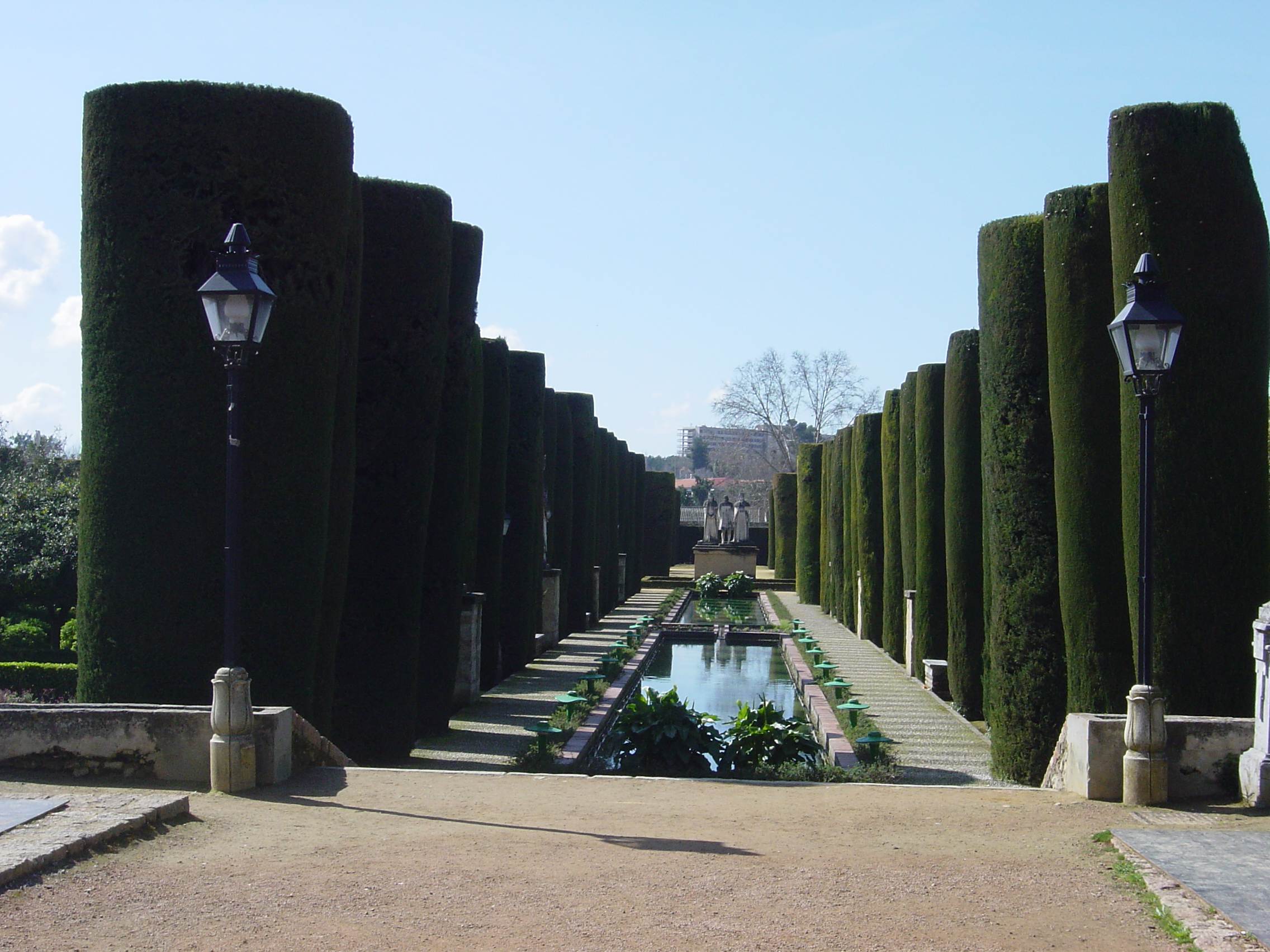
アルカサル庭園
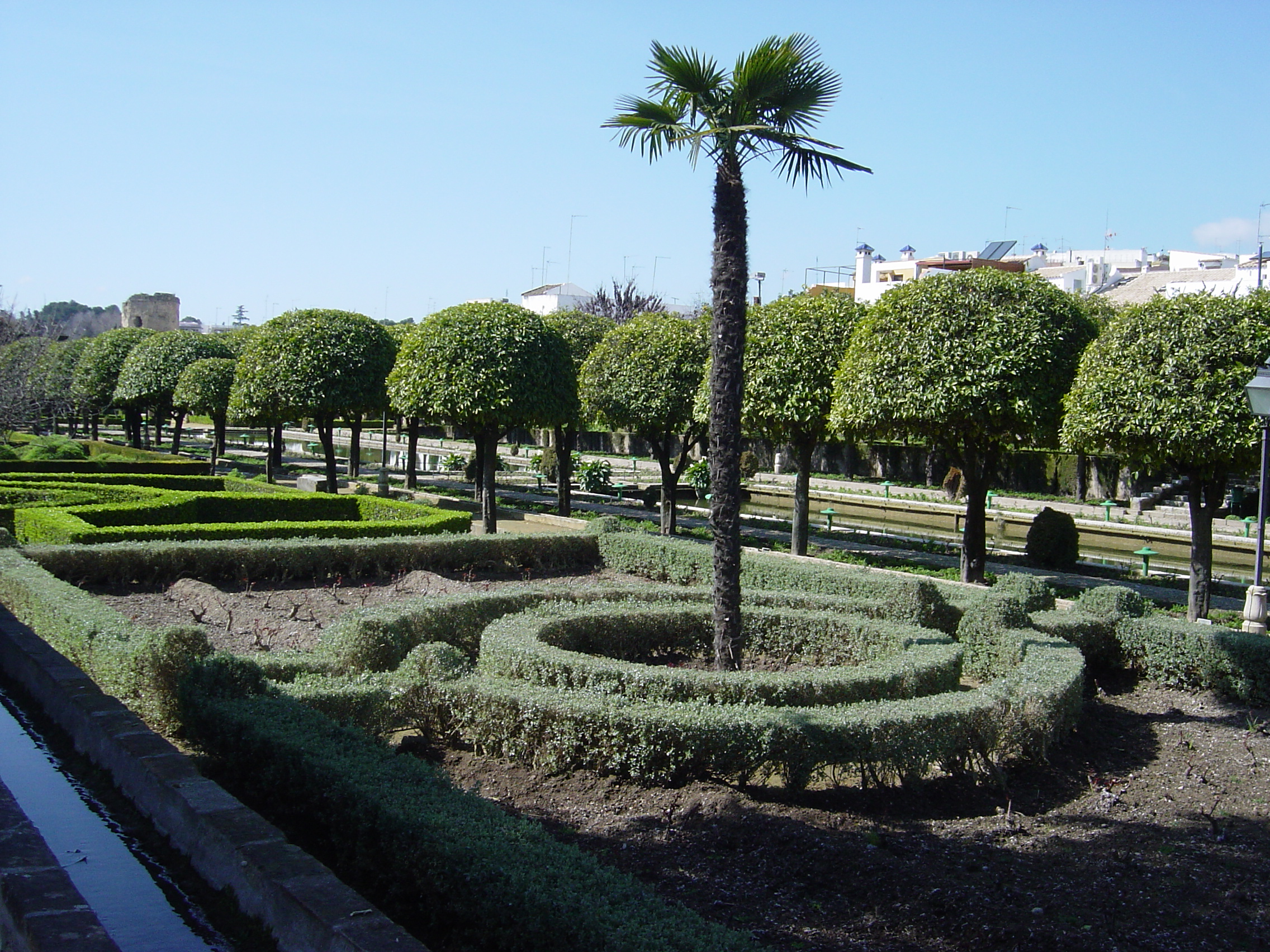
アルカサル庭園